# Zatopienie Lusitanii

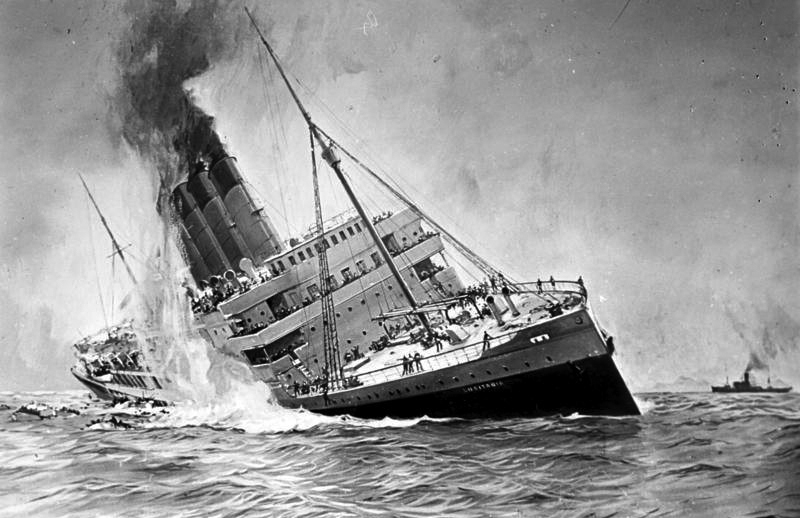
Obraz przedstawiający tonącą Lusitanię z 7 maja 1915.

Zatopienie Lusitanii (org. The Sinking of the Lusitania; An Amazing Moving Pen Picture by Winsor McCay) – film animowany z lipca 1918 roku, autorstwa Winsora McCaya. Opowiadał o rzeczywistym wydarzeniu z 1915 roku – zatopieniu brytyjskiego parowca RMS Lusitania przez niemiecki okręt podwodny U-20.
McCay zdecydował się nakręcić film o zatopieniu Lusitanii, ponieważ sam był przejęty tragedią (w wyniku zatonięcia statku śmierć poniosło ponad 1000 osób) oraz dlatego, że nie istniał żaden zapis fotograficzny tego wydarzenia. Film nakręcony został w całkowicie poważnej tonacji, nie zawierał elementów karykatury czy magii, składał się też z rysunków dużo bardziej realistycznych niż te występujące we wcześniejszej twórczości McCaya. Zatopienie Lusitanii składało się z sekwencji animowanych oraz tablic zawierających daty, nazwiska itp. Szkice były proste i ascetyczne. Film miał pełnić zarówno funkcje dokumentalne (prezentował fakty, nawiązywał formą do kroniki filmowej, reportażu i rekonstrukcji wypadków) oraz propagandowe (ukazywał zatopienie parowca jako wynik bestialstwa Niemców). McCay i jego asystenci stworzyli na potrzeby filmu ponad 25 000 rysunków.

## Zarys treści
Animacja ukazuje statek RMS Lusitania opuszczający port, mijający Statuę Wolności oraz niemiecki okręt podwodny, szykujący się do ataku. U wybrzeża Irlandii parowiec zostaje trafiony. Pasażerowie usiłują się ratować, poszukują łodzi ratunkowych, wyskakują za burtę. Film kończy się ujęciami przedstawiającymi zanurzającą się flagę oraz tonącą kobietę, trzymającą w rękach niemowlę.
Film zawiera także tablice informacyjne, przedstawiające daty, fakty i postacie znanych obywateli zmarłych na pokładzie oraz sekwencje wykonane tradycyjną techniką filmową.